# Stazione di Santa Viola
La stazione di Santa Viola è un'ex stazione ferroviaria trasformata in posto di movimento, ubicata nel nodo ferroviario di Bologna.
La gestione dell'impianto è affidata a Rete Ferroviaria Italiana (RFI). Vi transitano i treni delle linee Bologna-Pistoia, Milano-Bologna (linea lenta), Milano-Bologna (AV) e Bologna-Verona.

## Storia
La stazione di Santa Viola venne attivata il 5 agosto 2007 sui binari della linea Bologna-Verona. Il successivo 11 novembre vennero attivati anche i marciapiedi sulle linee per Milano e per Pistoia, che in quel tratto corrono affiancate.
Il 15 novembre 2009 fu tramutata in posto di movimento.

## Strutture e impianti
La stazione è telecomandata dal dirigente centrale operativo (DCO) di Bologna ed è dotata di otto binari di circolazione i quali corrispondono ai binari di corretto tracciato relativi alle linee afferenti le quali, a loro volta, sono tutte ciascuna a doppio binario banalizzato e che nel tratto tra Santa Viola e Bologna Centrale risultano affiancate. In questo tratto è quindi possibile effettuare l'inoltro dei treni indifferentemente sui binari di destra e sinistra.
L'impianto è inoltre dotato di segnalamento plurimo di protezione e partenza da entrambi i lati per le linee per Poggio Rusco (Verona) e per Piacenza (Milano); i segnali sono unici invece per la linea Porrettana. I segnali di partenza esterni portano accoppiato l'avviso rispetto ai successivi segnali.